# Uzdroje.cz
Uzdroje.cz byl první portál českého internetu, vznikl na začátku roku 1996.
Prošel řadou změn, několikrát změnil majitele, několikrát byl zrušen. Jeho význam postupně klesal vzhledem ke konkurenčnímu boji mezi všemi portály; ztroskotaly i další pokusy o jeho obnovení v roce 1999. Zatím poslední pokus o jeho obnovení trval od 21. dubna 2006 do října 2009.